# Diocesi di Chiclayo
La diocesi di Chiclayo (in latino Dioecesis Chiclayensis) è una sede della Chiesa cattolica in Perù suffraganea dell'arcidiocesi di Piura. Nel 2023 contava 1.148.130 battezzati su 1.381.099 abitanti. È retta dal vescovo Edinson Edgardo Farfán Córdova, O.S.A.

## Territorio
La diocesi comprende la regione peruviana di Lambayeque e la provincia di Santa Cruz nella regione di Cajamarca.
Sede della diocesi è la città di Chiclayo, dove si trova la cattedrale di Santa Maria.
Il territorio è suddiviso in 50 parrocchie.

## Storia
La diocesi è stata eretta il 17 dicembre 1956 con la bolla Sicut mater familias di papa Pio XII, ricavandone il territorio dall'arcidiocesi di Trujillo e dalla diocesi di Cajamarca.
Il 7 aprile 1963 ha ceduto una porzione del suo territorio a vantaggio dell'erezione della prelatura territoriale di Chota.
Originariamente suffraganea dell'arcidiocesi di Trujillo, il 30 giugno 1966 è entrata a far parte della provincia ecclesiastica di Piura.

## Cronotassi dei vescovi
Si omettono i periodi di sede vacante non superiori ai 2 anni o non storicamente accertati.
- Daniel Figueroa Villón † (17 dicembre 1956 - 30 gennaio 1967 deceduto)
- Ignacio María de Orbegozo y Goicoechea † (26 aprile 1968 - 4 maggio 1998 deceduto)
- Jesús Moliné Labarta (4 maggio 1998 succeduto - 3 novembre 2014 ritirato)
- Robert Francis Prevost, O.S.A. (26 settembre 2015 - 30 gennaio 2023 nominato prefetto del Dicastero per i vescovi e presidente della Pontificia commissione per l'America Latina, poi eletto papa con il nome di Leone XIV)[1][2]
- Edinson Edgardo Farfán Córdova, O.S.A., dal 14 febbraio 2024

## Statistiche
La diocesi nel 2023 su una popolazione di 1.381.099 persone contava 1.148.130 battezzati, corrispondenti all'83,1% del totale.
| anno | popolazione | popolazione | popolazione | presbiteri | presbiteri | presbiteri | presbiteri                | diaconi | religiosi | religiosi | parrocchie |
| anno | battezzati  | totale      | %           | numero     | secolari   | regolari   | battezzati per presbitero | diaconi | uomini    | donne     | parrocchie |
| ---- | ----------- | ----------- | ----------- | ---------- | ---------- | ---------- | ------------------------- | ------- | --------- | --------- | ---------- |
| 1959 | 360.000     | 400.000     | 90,0        | 54         | 27         | 27         | 6.666                     |         | 33        | 54        | 33         |
| 1966 | 350.000     | 400.000     | 87,5        | 73         | 38         | 35         | 4.794                     |         | 40        | 100       | 28         |
| 1970 | 370.500     | 390.000     | 95,0        | 82         | 38         | 44         | 4.518                     |         | 50        | 121       | 30         |
| 1976 | 550.119     | 564.227     | 97,5        | 71         | 41         | 30         | 7.748                     |         | 36        | 90        | 37         |
| 1980 | 574.000     | 637.000     | 90,1        | 75         | 47         | 28         | 7.653                     |         | 32        | 80        | 37         |
| 1990 | 769.000     | 854.000     | 90,0        | 89         | 61         | 28         | 8.640                     |         | 31        | 101       | 39         |
| 1999 | 1.000.462   | 1.112.879   | 89,9        | 83         | 64         | 19         | 12.053                    |         | 23        | 123       | 42         |
| 2000 | 1.019.545   | 1.137.391   | 89,6        | 87         | 68         | 19         | 11.718                    | 2       | 23        | 117       | 43         |
| 2001 | 1.032.426   | 1.139.392   | 90,6        | 86         | 68         | 18         | 12.004                    |         | 22        | 135       | 42         |
| 2002 | 1.048.167   | 1.114.609   | 94,0        | 93         | 72         | 21         | 11.270                    |         | 25        | 136       | 42         |
| 2003 | 1.063.908   | 1.170.660   | 90,9        | 97         | 78         | 19         | 10.968                    |         | 21        | 146       | 43         |
| 2004 | 1.083.908   | 1.188.219   | 91,2        | 99         | 79         | 20         | 10.948                    |         | 22        | 142       | 45         |
| 2006 | 1.115.000   | 1.218.000   | 91,5        | 109        | 82         | 27         | 10.229                    |         | 37        | 153       | 47         |
| 2009 | 1.254.000   | 1.148.309   | 91,6        | 106        | 80         | 26         | 10.833                    |         | 34        | 153       | 46         |
| 2013 | 1.132.202   | 1.275.215   | 88,8        | 113        | 91         | 22         | 10.019                    |         | 33        | 138       | 48         |
| 2016 | 1.175.960   | 1.305.872   | 90,1        | 111        | 93         | 18         | 10.594                    |         | 25        | 169       | 48         |
| 2019 | 1.076.079   | 1.271.457   | 84,6        | 115        | 96         | 19         | 9.357                     |         | 21        | 168       | 50         |
| 2021 | 1.121.770   | 1.349.387   | 83,1        | 110        | 90         | 20         | 10.197                    |         | 22        | 158       | 50         |
| 2023 | 1.148.130   | 1.381.099   | 83,1        | 107        | 90         | 17         | 10.730                    |         | 19        | 148       | 50         |